# Ismat Abdal Maguid

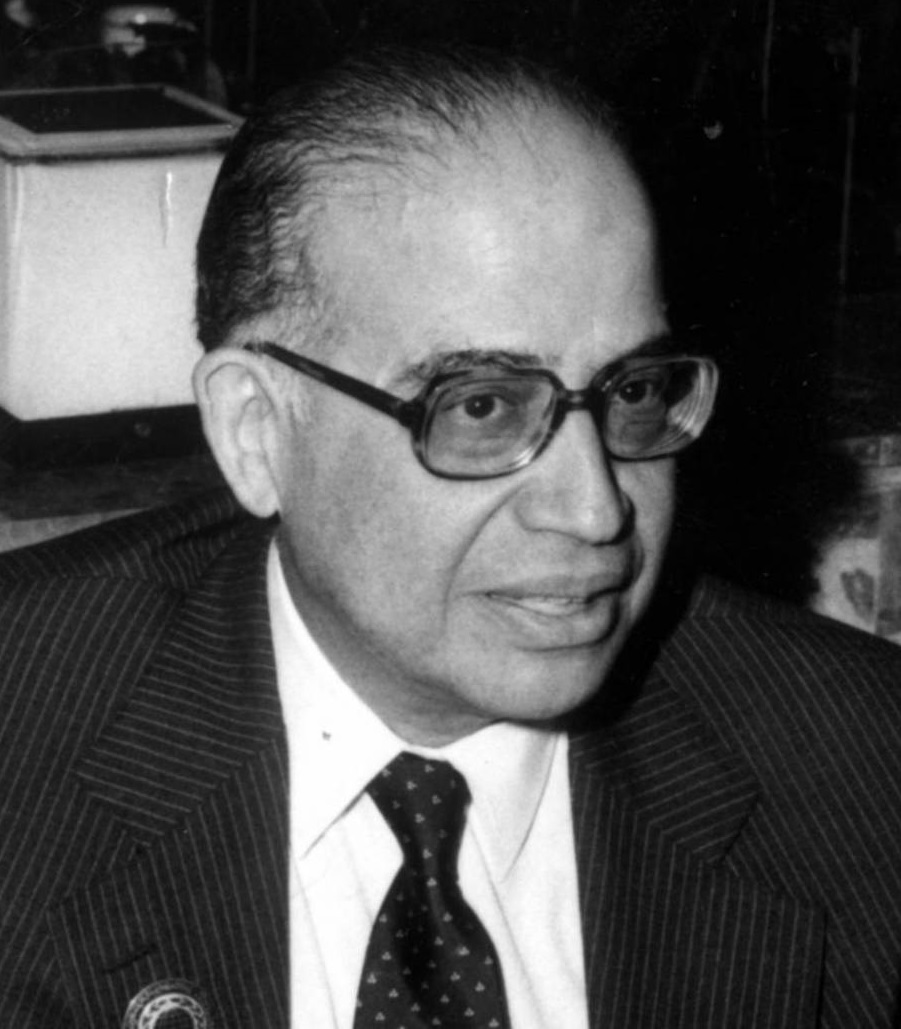
Ismat Abdal Maguid (1972)

Ahmad Ismat Abdal Maguid (arabisch أحمد عصمت عبد المجيد, DMG Aḥmad ʿIṣmat ʿAbd al-Maǧīd; * 22. März 1923 in Alexandria; † 21. Dezember 2013 in Kairo) war ein ägyptischer Diplomat und Politiker. Er war von 1984 bis 1991 Außenminister seines Landes und anschließend bis 2001 Generalsekretär der Arabischen Liga.

## Leben

### Abstammung; Ausbildung
Ahmad Ismat Abdal Maguid entstammte einer großbürgerlichen Familie Alexandrias. Er war ein Sohn von Mohamed Fahmy Abdal Maguid (1890–1943), der in Alexandria das zur günstigen Behandlung von Bürgern der Unterschicht bestimmte Al-Mowasah-Krankenhaus gründete. Obwohl er der islamischen Glaubensgruppe der Sunniten angehörte, absolvierte Abdal Maguid in Alexandria auch eine katholische Schule. Sein Studium der Rechtswissenschaft machte er zunächst bis 1944 an der juristischen Fakultät der Universität Alexandria. Anschließend ging er nach Paris und vervollständigte seine Ausbildung an der Sorbonne. Unter anderem studierte an dieser französischen Universität auch Wirtschaftswissenschaften sowie Politik und promovierte 1950 in Völkerrecht. Im gleichen Jahr vermählte er sich mit Eglal Abu-Hamda und hatte mit ihr drei Söhne.

### Laufbahn als Diplomat
Ab 1950 als ägyptischer Diplomat tätig, war Abdal Maguid zunächst bis 1954 Mitarbeiter der ägyptischen Botschaft in London. 1954 beteiligte er sich an den Verhandlungen zum Abzug der britischen Truppen aus der Sueskanalzone, die im Suez-Abkommen mündeten. Danach war er bis 1957 Direktor der Abteilung für das Vereinigte Königreich im Außenministerium in Kairo. 1957 war er Mitglied der ägyptischen Delegation, die mit Frankreich Gespräche zur Wiederherstellung der Beziehungen zwischen beiden Ländern nach der Sueskrise führte. Von 1957 bis 1961 war er ägyptischer Botschaftsrat beim Sitz der Vereinten Nationen (UNO) in Genf. Danach arbeitete er wieder in Ägypten und wurde 1963 Leiter der Abteilung für kulturelle Beziehungen und technische Zusammenarbeit in Kairo. Diese Funktion nahm er nach seiner Tätigkeit als Botschaftsrat in Paris (1963–1967) wieder auf. 1969 übernahm er die Führung der Informationsabteilung und fungierte auch als Regierungssprecher. Im nächsten Jahr weilte er als ägyptischer Botschafter in Frankreich wieder ein paar Monate in Paris. Er begab sich noch 1970 nach Ägypten zurück und begann dort seine politische Karriere, indem er Staatsminister für Kabinettsangelegenheiten in der von Premierminister Mahmud Fauzi geführten Regierung wurde.
1972 wechselte Abdal Maguid in das UNO-Hauptquartier in New York, wo er bis 1983 als ägyptischer Botschafter tätig war. Er leitete 1974 jenes Komitee, das die Anerkennung des Arabischen als Verkehrssprache bei den Vereinten Nationen durchsetzte. Auch befürwortete er, obwohl er früher anderer Meinung gewesen war, eine Annäherung Ägyptens an Israel. Er gehörte dem Verhandlungsteam an, das 1979 in Washington den Abschluss des israelisch-ägyptischen Friedensvertrags erzielen konnte. Die anderen arabischen Staaten kritisierten das Abkommen scharf und schlossen Ägypten aus der Arabischen Liga aus.

### Politische Karriere
Die von Staatspräsident Anwar as-Sadat betriebene ägyptische Ausgleichspolitik mit Israel änderte sich, als Sadat 1981 ermordet wurde und sein Nachfolger Husni Mubarak sich wieder um bessere Beziehungen zu den anderen arabischen Staaten bemühte. Nach seinem Ausscheiden aus seiner Funktion als ägyptischer UNO-Botschafter war Abdal Maguid von 1984 bis 1991 ägyptischer Außenminister und von 1985 bis 1991 auch stellvertretender Premierminister. In dieser Zeit seines politischen Wirkens vermochte die ägyptische Diplomatie die Aufnahme wieder engerer Beziehungen mit vielen arabischen Staaten und 1989 die Rückkehr ihres Landes in die Arabische Liga durchzusetzen. Am 15. Mai 1991 wurde Abdal Maguid einstimmig zum Generalsekretär der arabischen Liga gewählt. Er sah sich mit der schwierigen Aufgabe konfrontiert, eine Wiederannäherung der durch den Zweiten Golfkrieg in verschiedene Lager gespaltenen arabischen Staaten zu erreichen. Dabei setzte er sich energisch für die arabische Einheit ein. Zwar meinte er 1995 beim 50-Jahres-Jubiläum der Liga zweckoptimistisch, dass die Araber mehr vereine als trenne, doch konnte er die Krise der Liga nicht lösen. Im März 2001 folgte ihm Amr Mussa als Generalsekretär.
Abdal Maguid hatte von Ägypten und Frankreich hohe Orden verliehen bekommen und verfasste Fachbücher vor allem zu Problemen des Völkerrechts. Am 21. Dezember 2013 starb er im Alter von 90 Jahren in Kairo.